# Guelma
Guelma   este un oraș  în  Algeria. Este reședința  provinciei  Guelma.